# Калёнов, Генрих Сергеевич
Ге́нрих Серге́евич Калёнов (5 августа 1929, Карабаново, Ивановская Промышленная область — 15 марта 2020, Самара) — советский и российский учёный-ландшафтовед, доктор географических наук (1992), профессор (2001). Профессор кафедры географии и методики её преподавания Поволжской государственной социально-гуманитарной академии.

## Биография
Родился 5 августа 1929 году в рабочем посёлке Карабаново Александровского района, Владимирской области.
В 1947—1952 годах обучался на агрономическом факультете Московской ордена Ленина сельскохозяйственной академии им. К. А. Тимирязева. После четвёртого курса был зачислен в состав прикопетдагского геоморфологического отряда Института географии АН СССР для работы в Арало-Каспийской экспедиции на территории Туркменской ССР под руководством Михаила Константиновича Граве.
После окончания академии направлен на работу в «Туркменсельводпроект» на должность геоботаника для изучения растительного покрова вдоль трасс будущих водоводов с целью закрепления поверхностей песчаных пустынь, а также для изучения растений как индикаторов субстрата. В 1953 году, по предложению д.б.н., проф. Н. Т. Нечаевой, перешёл в химическую лабораторию Туркменского научно-исследовательского института животноводства и ветеринарии, а через четыре года — в лабораторию геоботаники Института ботаники Академии наук Туркменской ССР.
В 1962 году защитил диссертацию на соискание учёной степени кандидата биологических наук по теме «Каротин и витамин C в пастбищной растительности Юго-Восточных Каракумов» по специальности «физиология и биохимия растений». В начале 1960-х годов перешёл работать в открытый Н. Т. Нечаевой научный стационар.
В 1966 г. познакомился с д.г.н. Борисом Вениаминовичем Виноградовым, предложившим участвовать в экспедиции в Алжире под руководством д.б.н., проф. Леонида Ефимовича Родина, где и проработал с 1967 года по 1968 год. После возвращения в СССР около года обрабатывал материалы в Ботаническом институте им. В. Л. Комарова АН СССР. В 1970 году решением президиума Академии наук Туркменской ССР утверждён в должности старшего научного сотрудника по специальности «ботаника».
После возвращения в Ашхабад перешёл работать в лабораторию аэрокосмических методов Института пустынь Академии наук Туркменской ССР. В 1978—1979 годах командирован в Ливию для работы по контракту. Результатом работы явилось написание четырёх монографий.
В 1992 году защитил диссертацию на соискание учёной степени доктора географических наук по теме «Эколого-географическая дифференциация растительности пустынь (на примере Ирано-Туранской и Сахаро-Аравийской пустынных областей)» по специальностям «физическая география, геофизика и геохимия ландшафтов» и «охрана окружающей среды и рациональное использование природных объектов». После защиты докторской диссертации перешёл на должность главного научного сотрудника лаборатории дистанционных методов Института пустынь Академии наук Туркменской ССР.
После распада СССР, в связи с событиями, происходящими в независимой республике Туркменистан, переехал в Самару. В 1993 году получил приглашение на должность профессора кафедры ботаники, микробиологии и физиологии растений агрономического факультета Самарского государственного сельскохозяйственного института. В Самарский государственный педагогический университет пришёл в 1996 году на должность профессора по приглашению к.г.-м.н., доцента, заведующего кафедрой географии В. В. Шнырёва.
В 1998 году избран академиком Российской экологической академии, а в 2001 году ему присвоено учёное звание профессора. В 2004 году уволился из Самарской государственной сельскохозяйственной академии и стал работать на полную ставку в Самарском государственном педагогическом университете.
В 2013 году ушёл на пенсию.
15 марта 2020 года скончался в результате инсульта.

## Научные труды
Автор более 120 научных работ, среди которых более 70 статей, 15 монографий и учебных пособий, 5 карт. Одна из монографий издана на французском языке, четыре — на английском.
Один из основоположников использования геоботанического метода при геологическом картировании, то есть установления типов геологических отложений по произрастающей растительности. Например, им установлено, что кустарник тетыр (солянка почечконосная — Salsola gemmascens Pall.) произрастает только на отложениях древней дельты реки Теджен, а с песками восточной части Заунгузских Каракумов связана полынь Димо (Artemisia Dimoana M. Pop) и др.
Выявил постоянство соотношения элементов заросших эоловых грядовых форм рельефа песчаных пустынь.
Некоторые монографии и учебные пособия:
- «Estudes Geobotaniqus des Paturages dusecteur Ouest du departement de Medea de la republiqe Algerienne democratique et Populaire» (1969),
- «Растительность низменных Каракумов в связи с почвенно-грунтовыми условиями» (1973),
- «Использование растительных индикаторов при геологических съёмках в Каракумах» (1973),
- «Soil and Geobotanical Studies in the Pasture Zone of the Socialist Peoples Libyan Arab Jamahiriya. „Pastures“» (1980),
- «Soil and Geobotanical Studies in the Pasture Zone of the Socialist Peoples Libyan Arab Jamahiriya. Volume 2. „Vegetation and ecology“». (1980),
- «Physico-geographical conditions of soils formation in Tripolitania (Libya). In Soil and Geobotanical Studies in the Pasture Zone of the Socialist Peoples Libyan Arab Jamahiriya» (1980),
- «Physico-geographical conditions of soils formation in Kirenaika (Libya). In Soil and Geobotanical Studies in the Pasture Zone of the Socialist Peoples Libyan Arab Jamahiriya» (1980),
- «Применение аэрокосмической информации в сельском хозяйстве» (1999),
- «Роль рельефа при агроландшафтных исследованиях» (1999),
- «Роль рельефа при изучении природных и антропогенных ландшафтов» (2002).